# 民部省
民部省（みんぶしょう、たみつかさ）とは、律令制下の八省の一つ。財政・租税一般を管轄し諸国の戸口、田畑、山川、道路、租税のことを司る。財政官庁として他に大蔵省があったが租税や租税関係の戸籍はこちらが取り扱ったため大蔵省よりも重視された。ちなみに戸籍のうち姓氏などは治部省の管轄である。
ただし、貞観4年7月27日付宣旨（『類聚符宣抄』巻六）によって、官物免除を除く諸国から中央への申請は全て太政官で決定してそのまま太政官符にて諸国に直接通達する（官物免除は従来通り、民部省符を合わせて発給する）とされ、その規定が『貞観式』以後にも継承されたため、以後民部省が関わる職務に関する決定の多くは太政官が扱うこととなり、民部省は地方に関する事務処理のみを扱うこととなった。

## 民部省符
民部省が管轄下の官司や諸国の国司に対して発給した符を民部省符という。
民部省は平安時代中期以降の荘園制度の発展とともに、民部省はそれから必然的に生ずる地券関係の諸問題を扱う官司として荘園の認定に関与することになり、太政官が発給する官符及び民部省が発給する省符による許可を得た荘園を官省符荘と称される事となる。

## 職員
長官である民部卿は正四位下相当であるが、以上のように地券関係や租税関係を扱う重職であることから中納言以上の公卿が兼帯することが多かった。
更に民部省の実務に当たっていた判官にあたる民部大丞・民部少丞は顕官とされ、毎年正月の叙位では四人いる民部丞のうち上﨟者（在職年数の長い者）1名が従五位下に叙せられるのが慣例（巡爵）であった（従って、民部少丞に任官後、四年後に叙爵されて従五位下となり、民部丞を離れる）。それらの者は民部大夫と称された。六位蔵人・式部丞・外記・史・検非違使衛門尉など他の顕官から叙爵した者と同様に民部丞から五位に叙された者は受領に任じられる資格があり、叙爵後一定の待機期間の後、受領に任じられた。
大輔以下の定員は以下のとおり（四等官参照）。
- 大輔（正五位下相当）一人
- 少輔（従五位下相当）一人
- 大丞（正六位下相当）二人
- 小丞（従六位上相当）二人
- 大録（正七位上相当）二人
- 少録（正八位上相当）二人

註：大輔・少輔には後に権官も設置された。
- 史生
- 書生
- 省掌
- 使部
- 直丁

## 民部省被官の官司
- 主計寮（かずえりょう）
- 主税寮（ちからりょう）

※ 廩院（りんいん）
－民部省に付属する施設。庸の一部と年料舂米を収蔵して諸行事などで分配した。太政官左大史が別当を､中務省監物と主計属が勾当を務めてこれを管理した。

### 補注
1. ↑  ただし、省符の発給は事前に天皇ないし太政官の許可を得て印を得たものか、太政官の命を受けて太政官符に記された命令内容を被官官司にそのまま執行させるために発給されるものに限定されており、前者は律令制の弛緩によりほとんど行われなくなったことから、官省符荘で用いられた民部省符も後者の太政官符の執行を命じるという内容でしかなかった。なお、民部省符を必要とした理由は、荘園の許可申請そのものが官物免除を目的としていたためである（不輸の権）。